# Варфоломей (имя)
Варфоломей — мужское имя арамейского происхождения. У Н. А. Петровского и А. И. Рыбакина имя выводится из арамейского Bar-Talmai в значении «сын Толмая». А. В. Суперанская также из арамейского Bar-Tolmay, но как «сын Птоломея». Считается также, что арамейский вариант происходит из греческого имени Птоломей, но сама греческая форма Βαρθολομαίος произошла из арамейского. В старославянский и латинский языки имя попало из греческого.
На Русь попало с христианством из Византии. Согласно В. А. Никонову, это имя было не столь популярным на Руси, а из-за труднопроизносимости имени его часто искажали, и оно приобретало формы Ахромей, Бахромей, Вахромей, Хромей и Фоломей, Холомей.
От имени Варфоломей и его вариантов произошли фамилии: Ахромеев, Бахромеев, Вахромеев, Хромеев, Вахрушин, Вахрушкин, Вахрушев, Бахрушин, Бахрушкин, Храмов, Хромов, Варфоломеев, Вахлов, Вахлин, Вахнов, Вахнин, Фоломеев, Фоломин, Фолонин и другие.

## Именины
- Православные[1]: 5 мая, 24 июня, 13 июля, 7 сентября. См. апостол Варфоломей.
- Католические: 24 августа.

## Иноязычные варианты
- англ. Bartholomew[2][3]
- бел. Варфаламей[4]
- болг. Вартоломей[4]
- греч. Βαρθολομαίος[4]
- исп. Bartolomé[2][3]
- итал. Bartolomeo[2][3]
- лат. Bartholomaeus[2][3]
- нем. Bartholomäus[3]
- пол. Bartłomiej[4]
- укр. Варфоломій[4]
- фр. Barthelemy[2][3]
- чеш. Bartoloměj[4]